# Mammillaria rekoi
Mammillaria rekoi ist eine Pflanzenart aus der Gattung Mammillaria in der Familie der Kakteengewächse (Cactaceae). Das Artepitheton rekoi ehrt den aus Österreich stammenden mexikanischen Arzt und Ethnobotaniker Blas Pablo Reko.

## Beschreibung
Mammillaria rekoi wächst einzeln manchmal auch Gruppen bildend. Die grünen Triebe sind kugelig bis kurz zylindrisch geformt. Sie werden bis zu 15 Zentimeter hoch und 5 bis 6 Zentimeter im Durchmesser groß. Die konisch bis zylindrischen Warzen führen manchmal Milchsaft. Die 4 bis 7 Mitteldornen sind etwas deutlich kräftiger als die Randdornen. Sie sind gehakt oder zuweilen auch gerade, braun und 1 bis 1,5 Zentimeter lang. Die 20 bis 30 fein nadeligen Randdornen sind weiß bis goldgelb und 4 bis 6 Millimeter lang.
Die tief purpurrosa bis rosa farbenen Blüten weisen einen dunkleren Mittelstreifen auf. Sie sind bis zu 1,5 Zentimeter lang. Die Früchte sind rot. Sie enthalten braune Samen.

## Verbreitung, Systematik und Gefährdung
Mammillaria rekoi ist im mexikanischen Bundesstaat Oaxaca verbreitet.
Die Erstbeschreibung als Neomammillaria rekoi erfolgte 1923 durch Nathaniel Lord Britton und Joseph Nelson Rose. Friedrich Karl Johann Vaupel stellte die Art 1925 in die Gattung Mammillaria. Ein weiteres nomenklatorisches Synonym ist Ebnerella rekoi (Britton & Rose) Buxb. (1951).
Es werden folgende Unterarten unterschieden:
- Mammillaria rekoi subsp. rekoi:
 Die Nominatform wächst immer einzeln mit nur vier Mitteldornen und 20 weiße Randdornen.
- Mammillaria rekoi subsp. aureispina (A.B.Lau) D.R.Hunt:
Die Erstbeschreibung erfolgte 1983 als Mammillaria rekoi var. aureispina durch Alfred Bernhard Lau.[4] David Richard Hunt stellte die Varietät 1997 als Unterart zu Mammillaria rekoi.[5] Die Unterart wächst meist einzeln, manchmal auch mehrtriebig. Sie hat 5 bis 7 Mitteldornen und 20 bis 30 goldgelbe Randdornen.
- Mammillaria rekoi subsp. leptacantha (A.B.Lau) D.R.Hunt:
Die Erstbeschreibung erfolgte 1983 als Mammillaria rekoi var. leptacantha durch Alfred Bernhard Lau.[6] David Richard Hunt stellte die Varietät 1997 als Unterart zu Mammillaria rekoi.[5] Die Unterart bildet Gruppen mit bis zu sieben Trieben aus. Sie hat 4 bis 6 Mitteldornen und 27 bis 30 Randdornen.

In der Roten Liste gefährdeter Arten der IUCN wird die Art als „Least Concern (LC)“, d. h. als nicht gefährdet geführt.

## Nachweise